# Liometopum microcephalum
Liometopum microcephalum é uma espécie de formiga do gênero Liometopum.